# Фортескью, Гарриет Анджелина
Гаррие́т Анджели́на Фортескью́ (англ. Harriet Angelina Fortescue; 1825, Великобритания — 1889) — британская писательница, чьё творчество было посвящено международным отношениям.
Она была женой дипломата Дэвида Уркварта и написала множество статей для его издания, «Дипломатический обзор» (Diplomatic Review), под псевдонимом Кари́тас (Caritas).
Гарриет родилась в семье подполковника Чичестера Фортескью, происходившего из старинного дворянского рода, и была младшей сестрой лорда Карлингфорда (члена британского парламента и председателя Торговой палаты). Она вышла замуж за Дэвида Уркварта 5 сентября 1854 года. Будучи ещё достаточно молодой женщиной, Гаррите уже была свободомыслящей и независимой особой. Она ратовала за рационализм в одежде и даже организовала при финансовой поддержке друга семьи, Джона Рёскина, фабрику по пошиву сорочек для безработных городка Арди в графстве Лаут. Ещё за год до замужества Гарриет написала предисловие и подготовила к публикации некоторые бумаги Дэвида, которые собиралась опубликовать без упоминания своего имени. В день её бракосочетания на страницах газеты Morning advertiser под псевдонимном Каритас появилась статья «The Words of Lord Palmerston».
Исторически литературная роли Гарриет Фортескью не была должным образом оценена. Её авторство далеко не всегда можно было определить. По признанию их сына Дэвида: «всю доказательную часть работы, подборку отрывков из корреспонденции, договоров и т. д., готовила она, а отец лишь надиктовывал введение и заключение».
Представители же Комитета по международным отношениям (англ. Foreign Affairs Select Committee) высоко ценили её вклад в работу комитета.
В браке с Дэвидом Уркартом у Гарриет родилось пятеро детей: трое сыновей и две дочери.